# Klukovická jeskyně
Klukovická jeskyně se nachází na protější straně skalního amfiteátru, který se vypíná nad zaniklým klukovickým koupalištěm v Prokopském údolí v katastrální oblasti Prahy 5 – Jinonicích.

## Umístění
Od Korálových jeskyní umístěných v šikmém svahu amfiteátru je oddělena Prokopským a Dalejským potokem, asfaltovou silničkou a železniční tratí. Opticky je Klukovická jeskyně zřetelně vidět jako tmavě zbarvený oválný otvor situovaný pod vrcholem izolovaného skalistého kopce na jehož homolovitě zašpičatělém vrcholu je orientační bod označovaný (na turistické mapě Prahy v detailu pro oblast Prokopského údolí) jako „Vyhlídkové místo nad tratí“. Tento kopec se nachází v bezprostřední blízkosti osamělého objektu pod Klukovicemi (jedná se o památkově chráněný bývalý Horův mlýn, na adrese: Do Klukovic 301, 152 00 Praha 5 - Hlubočepy).

## Popis
Klukovická jeskyně vznikla ve zlíchovských vápencích na dislokaci rozšířené mrazovým zvětráváním.
Podle klasifikace z roku 1979 spadá tato jeskyně (nacházející se v nadmořské výšce 240 m) do krasové oblasti číslo 30 (Prokopské údolí) a nese číselné označení 3026. Svým vchodem je orientována na severozápad (z nitra jeskyně je vidět k amfiteátru koupaliště), v roce 1979 měla přibližně trojúhelníkovitý vstupní profil (v současnosti – rok 2021 – je její vstupní otvor eliptického tvaru) a její půdorys byl taktéž ve tvaru trojúhelníku (o stranách 3 metry). Vlastní jeskyně byla dlouhá 3 metry, ale její strop se směrem od vchodu do nitra prudce snižoval.

Klukovická jeskyně a její okolí
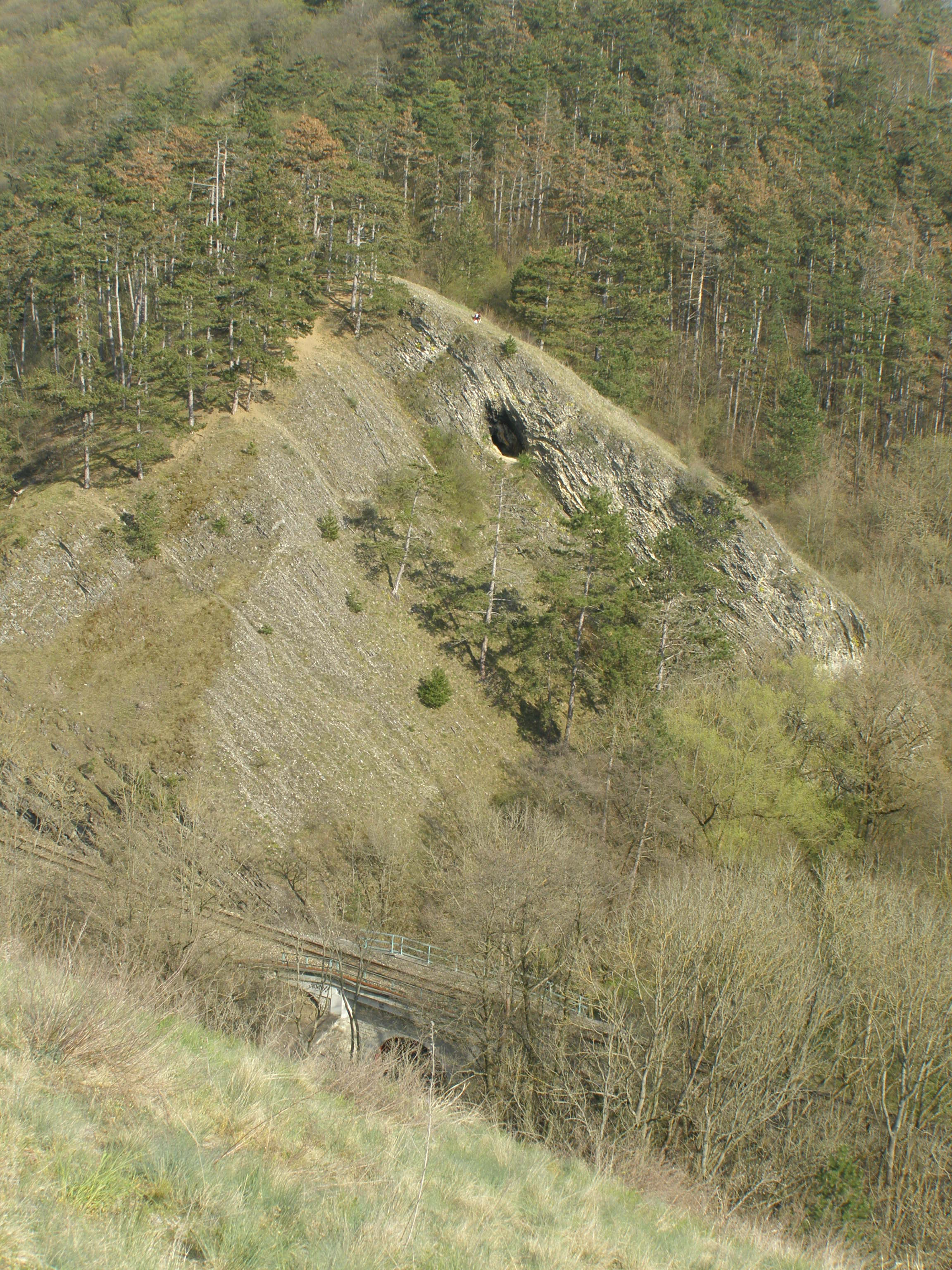
Hřbet a homolovitý vrch se vstupem do jeskyně (jaro 2021)
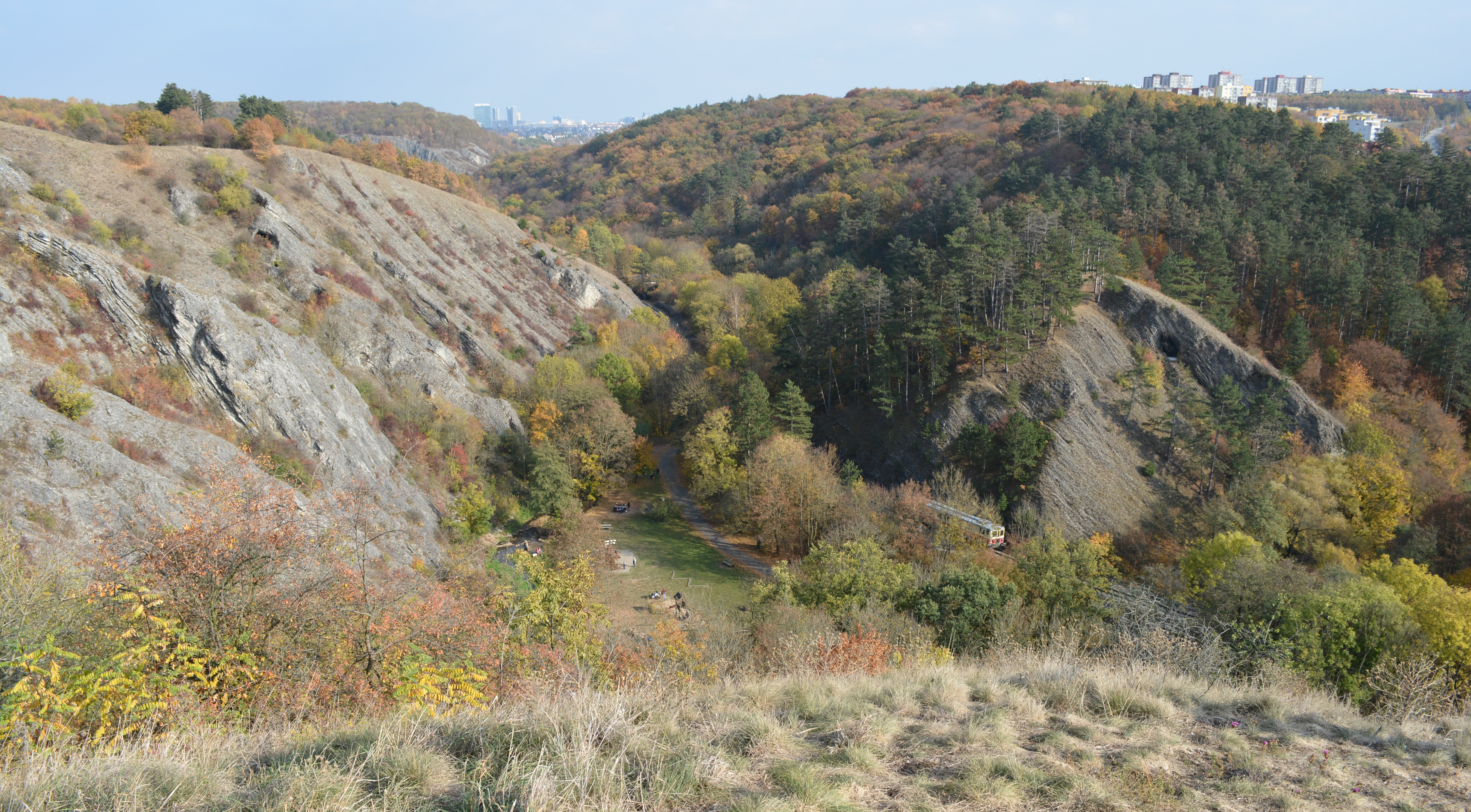
Skalní amfiteátr bývalého klukovického koupaliště (na levé straně fotografie); vstup do jeskyně je vidět v pravé polovině snímku (podzim 2018)
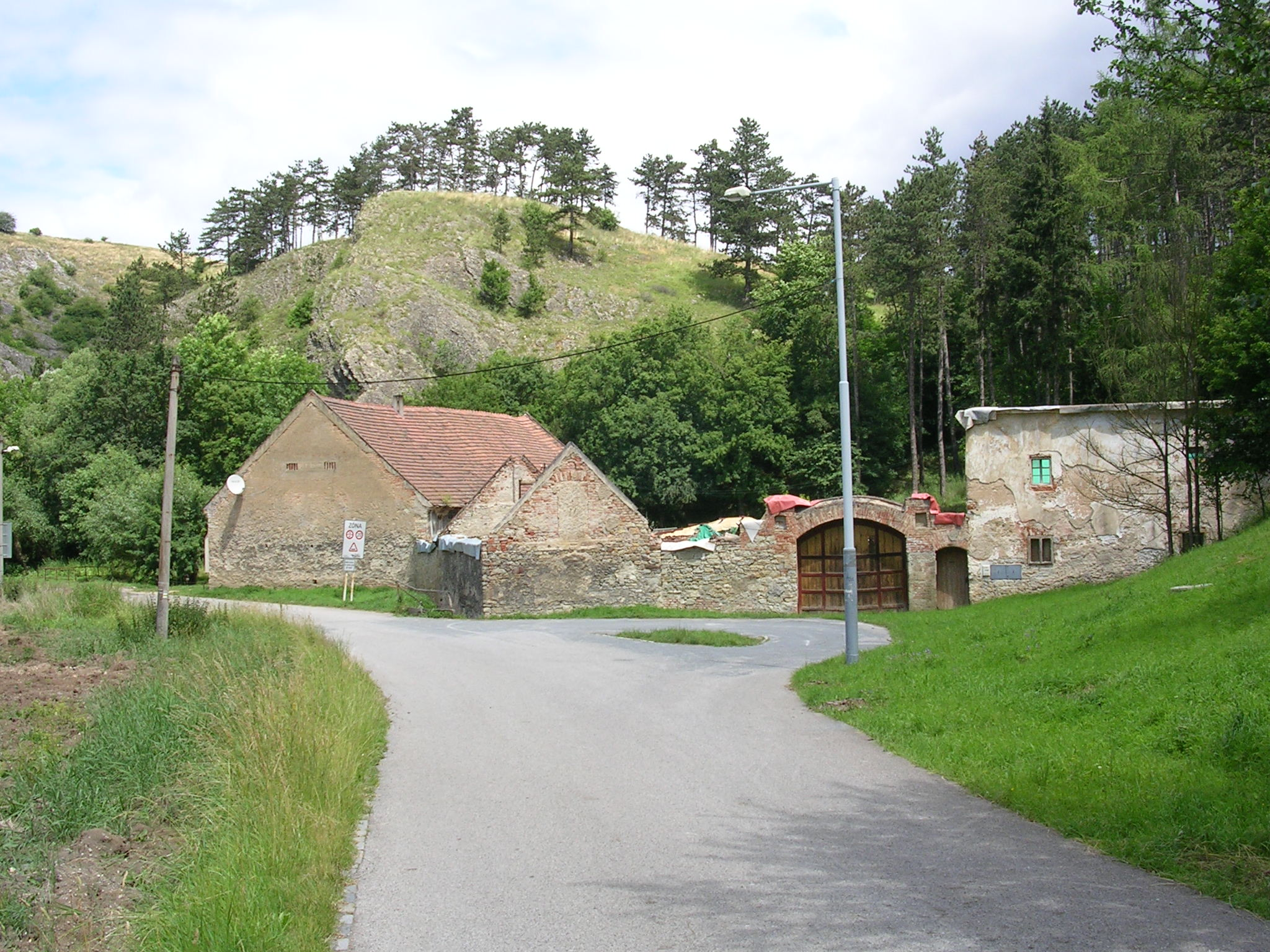
Pohled na vrch s „Vyhlídkovým místem nad tratí“ od bývalého Horova mlýna – vchod do jeskyně je z opačné strany kopce (léto 2008)